# ツール・ド・フランス1992
| 第79回 ツール・ド・フランス 1992 | 第79回 ツール・ド・フランス 1992       |
| -------------------------------- | -------------------------------------- |
| 全行程                           | 21区間, 3983 km                        |
| 総合優勝                         | ミゲル・インドゥライン 100時間49分30秒 |
| 2位                              | クラウディオ・キアプッチ +4分35秒      |
| 3位                              | ジャンニ・ブーニョ +10分49秒           |
| 4位                              | アンドリュー・ハンプステン +13分40秒   |
| 5位                              | パスカル・リノ +14分37秒               |
| ポイント賞                       | ローラン・ジャラベール 293ポイント     |
| 2位                              | ヨハン・ムセウ 262ポイント             |
| 3位                              | クラウディオ・キアプッチ 202ポイント   |
| 山岳賞                           | クラウディオ・キアプッチ 410ポイント   |
| 2位                              | リシャール・ビランク 245ポイント       |
| 3位                              | フランコ・キオッチョーリ 209ポイント   |

ツール・ド・フランス1992はツール・ド・フランスとしては79回目の大会。1992年7月4日から7月26日まで、全21ステージで行われた。

## みどころ
ジロ・デ・イタリアを制し、すっかり王者の風格を漂わせるミゲル・インドゥラインがもちろん本命。ペドロ・デルガド、ジャンフランソワ・ベルナールも前年に引き続きチームに残留し、しっかりとインドゥラインをサポートする体制が整っていた。
対するはクラウディオ・キアプッチ、ジャンニ・ブーニョのイタリア勢だが、すっかりツールでは上位陣の常連となり、ジロでも1分台の差でインドゥラインに食らいついたキアプッチが悲願の総合優勝に挑む。

## 今大会の概要
今大会はいきなりピレネーからのスタート。
プロローグこそインドゥラインが制するも、第2ステージでジャビエール・ムルギアルディが区間優勝。ムルギアルディとともにアタックをかけ、3秒差の区間2位と健闘したリシャール・ビランクがマイヨを奪い、総合で2位インドゥラインに4分36秒、同3位ブーニョに4分36秒の差をつけた。
しかし続く第3ステージ。今度は10人ほどのアタックが繰り広げられ、総合上位勢は軒並み大差をつけられた。この結果、第3ステージではパスカル・リノがマイヨを奪い、総合2位ビランク1分54秒差、同3位インドゥライン6分28秒差、同4位ブーニョは6分30秒の差がついた。
その後の平地ステージでも総合順位の変動が激しかったが、リノはマイヨを守る。第9ステージの個人タイムトライアル。インドゥラインがプロローグに引き続き同種目を制し、リノとのタイム差を1分27秒差に縮めて総合2位へと浮上。また総合4位にステファン・ロッシュ、同5位にグレッグ・レモンという、歴代の当大会優勝者が姿を現していた。
第11ステージからはアルプスステージ。ここからが本当の勝負となる。第13ステージでキアプッチが勝負に出る。序盤から先頭を走るキアプッチは、何と5つの峠を通過する難関のこのステージの単独走行を見事実らせ区間優勝。インドゥラインは終盤力尽きボーナに抜き去られたものの1分45秒差、ブーニョも2分53秒差で続き、ついにここでインドゥラインがマイヨ・ジョーヌを奪取。総合2位に1分42秒差でキアプッチ、同3位に4分20秒差でブーニョが続く展開となった。一方前年5位と健闘したリュク・ルブランはここで力尽きて去っていった。
第14ステージはラルプ・デュエズがゴール。上位3人の中からブーニョが脱落。インドゥラインは何とかキアプッチと同タイムゴールを果たし、差を縮めさせなかった。しかしながら総合3位に浮上したこのステージ覇者のアンドリュー・ハンプステンが8分1秒の差をつけられていたことから、実質的には当年のジロ同様、インドゥラインとキアプッチの一騎討ちムードの様相が強くなってきた。
こうなると第19ステージの個人タイムトライアルは断然インドゥラインが優勢であるから、残る山岳2ステージにおいて、徹底的にキアプッチをマークすることが肝要。そしてインドゥラインはその通り実行し、残る2ステージともついにキアプッチに1秒たりとも差を縮めさせなかった。
そして予定通り、インドゥラインは個人タイムトライアルにおいてキアプッチに対し2分53秒の差をつけ決着をつけた。
インドゥラインは初のダブルツールを達成した。

## 総合成績
| 順位 | 選手名                     | 国籍           | チーム   | 時間         |
| ---- | -------------------------- | -------------- | -------- | ------------ |
| 1    | ミゲル・インドゥライン     | スペイン       | バネスト | 100h 49' 30" |
| 2    | クラウディオ・キアプッチ   | イタリア       |          | 4' 35"       |
| 3    | ジャンニ・ブーニョ         | イタリア       |          | 10' 49"      |
| 4    | アンドリュー・ハンプステン | アメリカ合衆国 |          | 13' 40"      |
| 5    | パスカル・リノ             | フランス       |          | 14' 37"      |
| 6    | ペドロ・デルガド           | スペイン       |          | 15' 16"      |
| 7    | エリック・ブロイキンク     | オランダ       |          | 18' 51"      |
| 8    | ジャンカルロ・ペリーニ     | イタリア       |          | 19' 16"      |
| 9    | ステファン・ロッシュ       | アイルランド   |          | 20' 23"      |
| 10   | イエンス・ヘップナー       | ドイツ         |          | 25' 30"      |
| 11   | フランコ・ボーナ           | イタリア       |          | 25' 43"      |
| 12   | エリック・ボイエ           | フランス       |          | 26' 16"      |
| 13   | ゲルトヤン・テュニス       | オランダ       |          | 27' 07"      |
| 14   | エディ・ボウマンズ         | オランダ       |          | 28' 35"      |
| 15   | ジェラール・ルー           | フランス       |          | 28' 48"      |
| 16   | フランコ・キオッチョーリ   | イタリア       |          | 30' 31"      |
| 17   | スティーブン・ルークス     | オランダ       |          | 31' 09"      |
| 18   | ロバート・ミラー           | イギリス       |          | 31' 19"      |
| 19   | フランシスコ・モーレオン   | スペイン       |          | 31' 27"      |
| 20   | アルセーニョ・ゴンザレス   | スペイン       |          | 31' 51"      |